# Cyperus fischerianus
Cyperus fischerianus là loài thực vật có hoa trong họ Cói. Loài này được Schimp. ex A.Rich. mô tả khoa học đầu tiên năm 1850.